# Kostel svatého Jana Křtitele (Náměšť nad Oslavou)
Kostel svatého Jana Křtitele je farní kostel římskokatolické farnosti Náměšť nad Oslavou zasvěcený svatému Janu Křtiteli, nachází se na severozápadním okraji Masarykova náměstí. Kostel je raně barokní monumentální stavbou, je jednolodní stavbou s příčnou lodí, polygonálním závěrem a čtyřbokou věží. V nikách kostela jsou umístěny sochy světců z dílny Adolfa Loose staršího.
Součástí kostela jsou boční oratoria, hlavní oltář z umělého mramoru, barokní sochy andělů od Josefa Winterhaldera st., oltářní obraz s tematikou křtu Krista od Fridricha Stolla, obrazy svatého Karla Boromejského a Panny Marie. Později byly přistavěny čtyři boční oltáře (svatá Anna, svatý František Xaverský, svatý Antonín Paduánský, Panna Maria Bolestná), oltářní obrazy od Pavla Trogera, obraz svatého Jana Sarkandera, obraz svatého Jana Nepomuckého. Kostel je jako památkový areál spolu se sochou piety a křížem chráněn jako kulturní památka České republiky a je součástí městské památkové zóny Náměšť nad Oslavou

## Historie
Kostel svatého Jana Křtitele je umístěn na místě původního malého románského kostela zmiňovaného v pramenech v roce 1345, z původního kostela nejsou žádné pozůstatky, původní kostel byl zničen v roce 1629 při velkém požáru, při tomtéž požáru bylo zničeno téměř celé město. V roce 1639 dal hrabě Jan Baptista z Werdenbergu postavit na místě původního kostela kostel nový, vysvěcen byl již v roce 1641. V tu dobu kostel získal barokní sochy a hlavní oltář. V roce 1744 pak byl kostel opraven a rozšířen, byly postaveny dvě oratoria, kazatelna a bylo sochařsky vyzdobeno průčelí kostela, také byl postaven nový vyzděný kůr. Později byly prováděny další drobné úpravy, byly odstraněny dva oltáře pod kůrem. V roce 1910 bylo do průčelí kostela instalováno pět soch svatých, jejich autorem je Adolf Loos. Ve 20. století pak byla opravena vnější fasáda kostela. V 70. letech 20. století byla opravena a vymalována kostelní loď, v roce 1961 také byly zakoupeny varhany.
Na věži jsou tři zvony, nejstarší z roku 1665, další dva byly zakoupeny až v 90. letech 20. století.

## Galerie

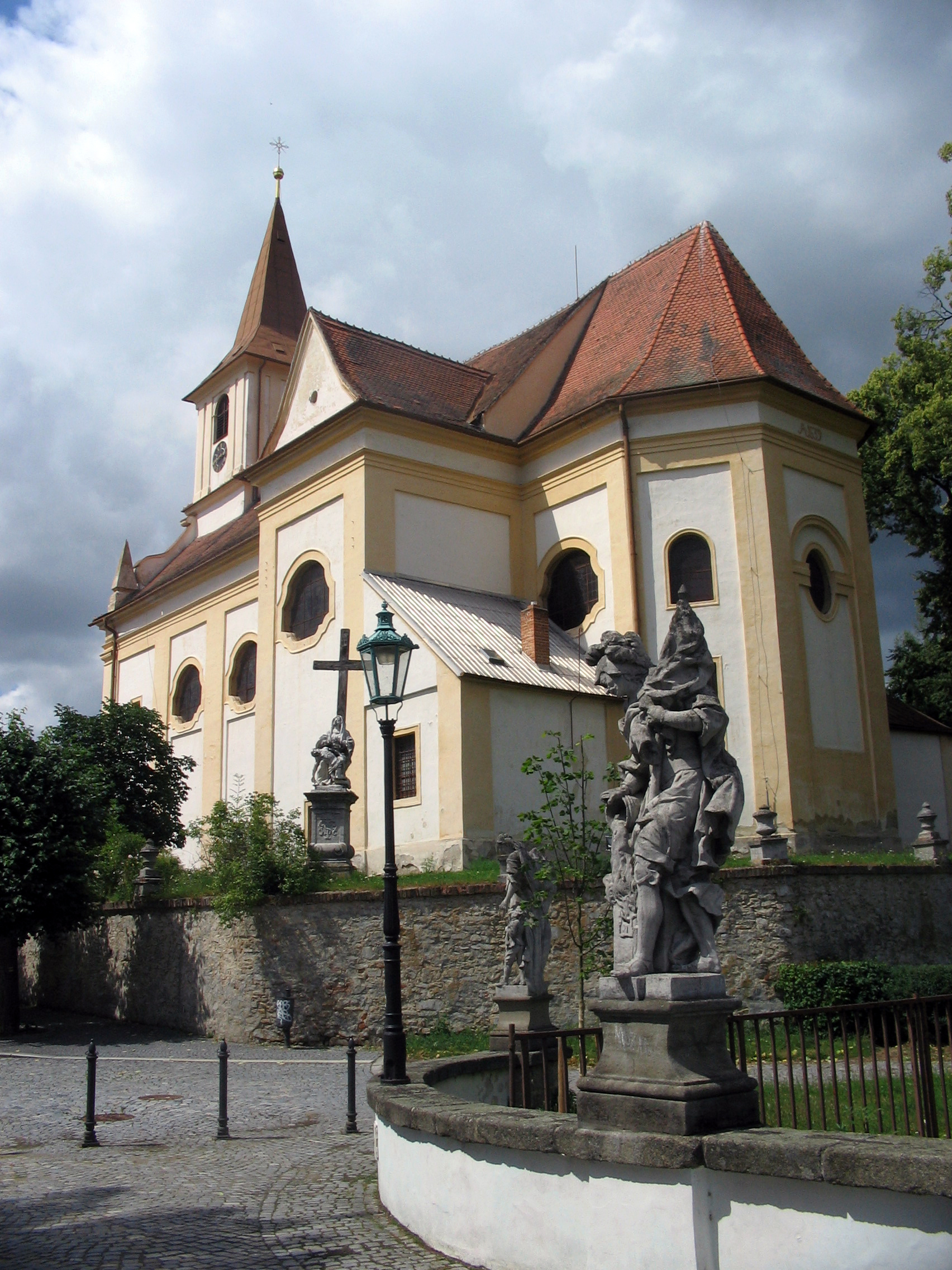
Kostel zezadu
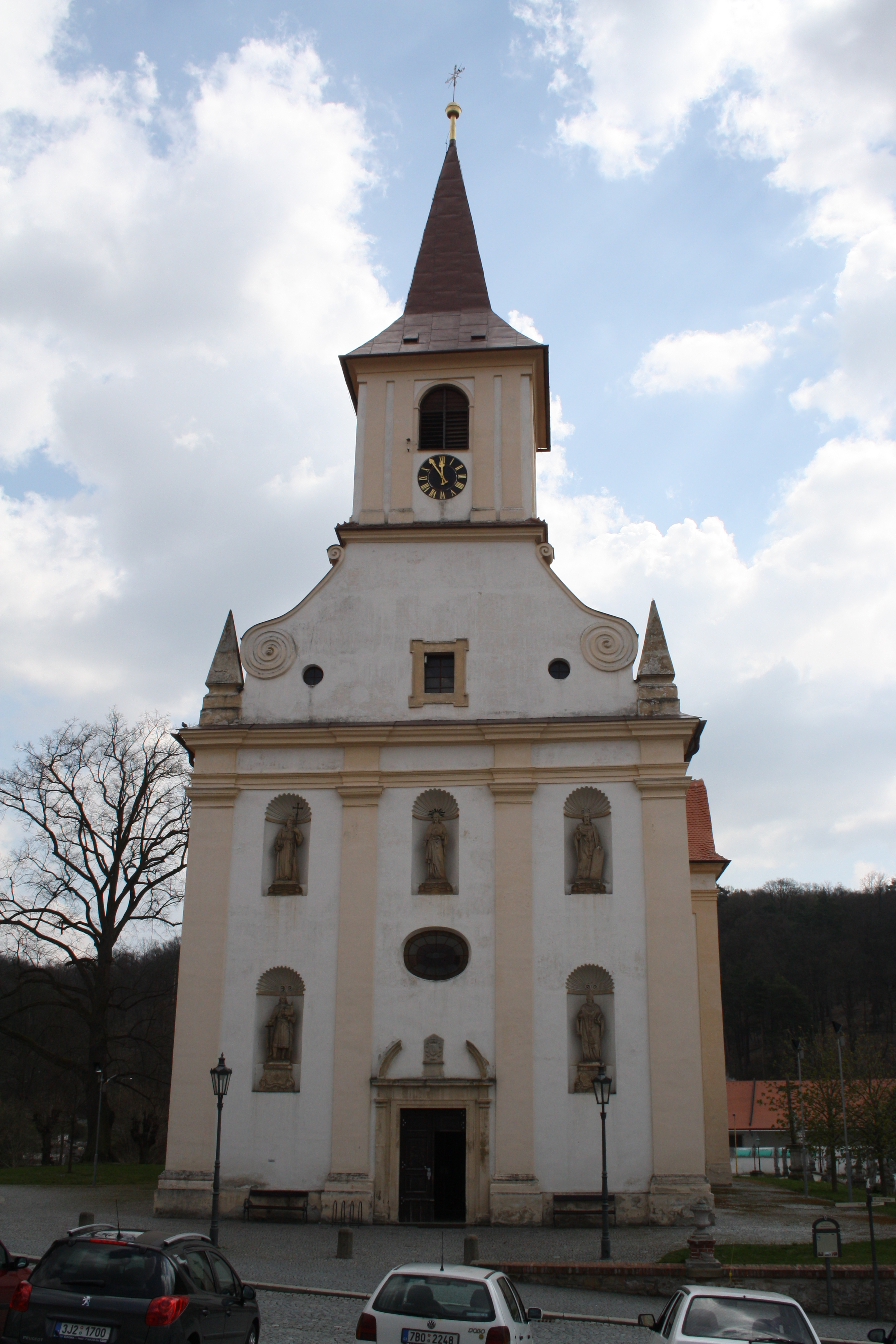
Kostel zepředu
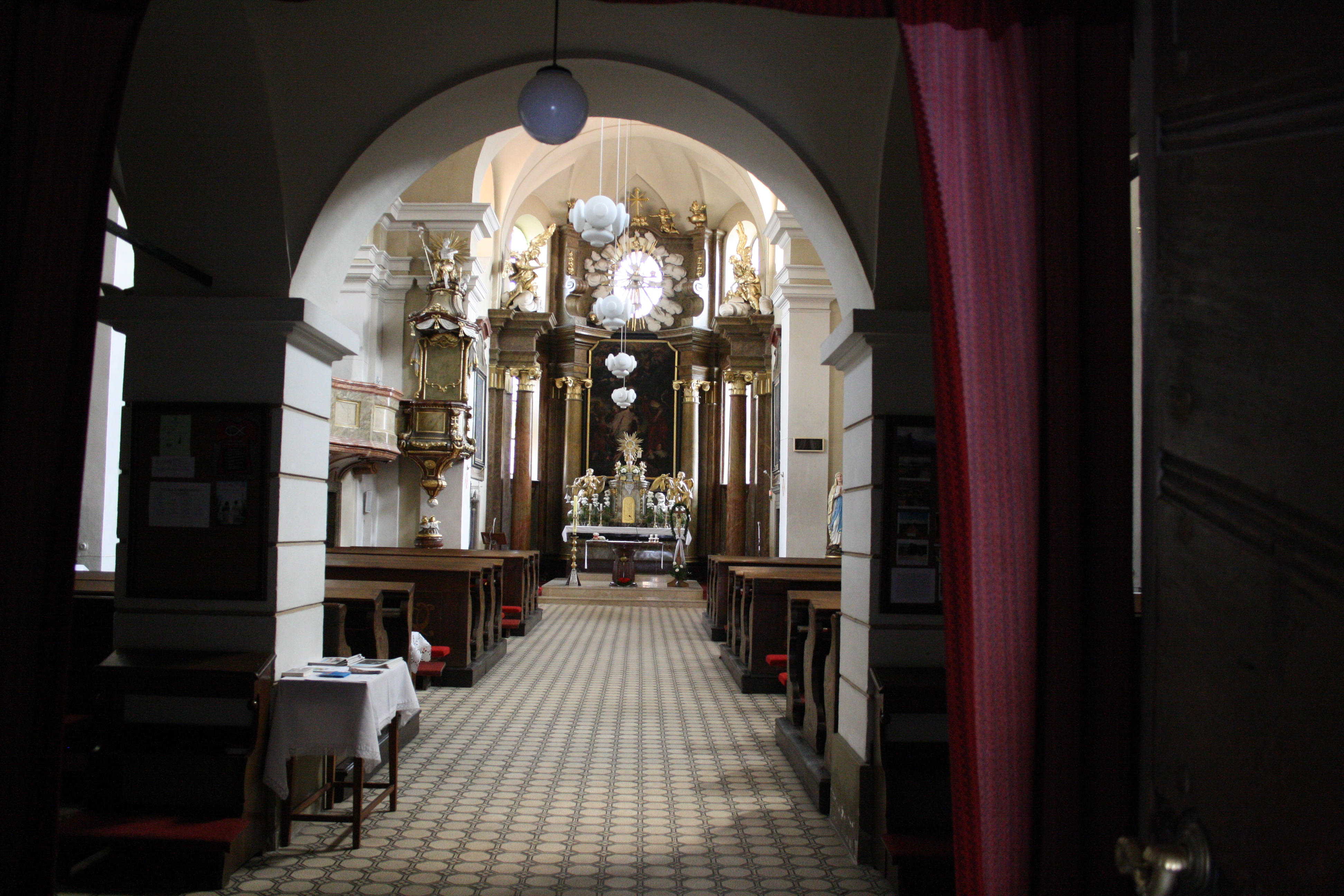
Interiér